# や

En la escritura japonesa, los caracteres silábicos (o, con más propiedad, moraicos) や (hiragana) y ヤ (katakana) ocupan el 36º lugar en el sistema moderno de ordenación alfabética gojūon (五十音), entre も y ゆ; y el 29º en el poema iroha, entre く y ま. En la tabla a la derecha, que sigue el orden gojūon (por columnas, y de derecha a izquierda), se encuentra en la octava columna (や行, "columna YA") y la primera fila (あ段, "fila A").
Tanto や como ヤ provienen del kanji 也.
El carácter pequeño ゃ, ャ, se puede escribir tras un carácter kana de la fila I (き, し, ち, に, ひ, み, り) para formar nuevos sonidos.

## Romanización
Según los sistemas de romanización Hepburn, Kunrei-shiki y Nihon-shiki, や, ヤ se romanizan como "ya".

## Escritura
| Escritura de や | Escritura de ヤ |

El carácter や se escribe con tres trazos:
1. Trazo casi horizontal aunque ligeramente ascendente que acaba en gancho. Es similar al hiragana つ, pero con la curvatura algo más pronunciada.
2. Trazo corto perpendicular al primero y puesto un poco por encima de este.
3. Trazo más largo a la izquierda del segundo, perpendicular al primero, al que corta en su parte izquierda.

El carácter ヤ se escribe con dos trazos:
1. Trazo casi horizontal aunque ascendente que luego tuerce abajo a la izquierda.　El trazo deriva del Katakana セ.
2. Trazo recto y perpendicular al primero.

## Otras representaciones
- Sistema Braille:
| －● －－ ●－ |
- Alfabeto fonético: 「大和のヤ」 ("el ya de Yamato", uno de los nombres clásicos de Japón)
- Código Morse: ・－－

- Datos: Q40775
- Multimedia: や / Q40775